# 多瘤匙吻鲟
毛突匙吻鲟（学名：Polyodon tuberculata）是北美洲匙吻鲟科匙吻鲟属的化石种类，它生活在6000万年前古新世的北美淡水水系中。在美国蒙大拿州的塔洛克组矿床中发现了该物种的石化遗骸。 